# Boršat
Boršat (mađ. Borsoshátpuszta, Izsakpuszta)  je naseljeni zaselak u jugoistočnoj Mađarskoj.

## Zemljopisni položaj
Nalazi se južno od Dušnoka, Fajsin je sjeverozapadno, Dunav je zapadno, Miška je sjeveroistočno, Ajoš je istočno-sjeveroistočno, Dudvar je jugoistočno, Čikuzda južno-jugoistočno. Zapadno su velika skladišta. 

## Upravna organizacija
Upravno pripada Dušnoku u Bačko-kiškunskoj županiji. Poštanski je broj 6353.

## Stanovništvo
Stanovnike se naziva Boršaćanima i Boršaćankama.

## Promet
200 m zapadno prolazi državna cestovna prometnica br. 51. Južno prolazi kanal Garabi-csatorna, a zapadno Vajai-csatorna. Par kilometara južno je cestovna petlja gdje se spaja cesta br. 51 s cestom M9.